# Zapadnyj Bug Brześć w europejskich pucharach
Zapadnyj Bug Brześć w europejskich pucharach występował w trakcie ośmiu sezonów. We wszystkich sezonach rozegrał 26 spotkań, z czego 11 wygrał, a 15 przegrał.

## Lista spotkań w europejskich pucharach

### Puchar CEV 1992/1993
| Runda               | Data       | Miejsce spotkania | Przeciwnik    | Wynik spotkania          |
| ------------------- | ---------- | ----------------- | ------------- | ------------------------ |
| Faza kwalifikacyjna | 03.10.1992 | Czerkasy          | Azot Czerkasy | 0:3 (13:15, 2:15, 3:15)  |
| Faza kwalifikacyjna | 10.10.1992 | Brześć            | Azot Czerkasy | 0:3 (13:15, 4:15, 12:15) |

### Puchar Europy Zdobywców Pucharów 1993/1994
| Runda                   | Data       | Miejsce spotkania | Przeciwnik        | Wynik spotkania          |
| ----------------------- | ---------- | ----------------- | ----------------- | ------------------------ |
| II runda kwalifikacyjna | 05.12.1993 | Segedyn           | Papiron SC Szeged | 0:3 (14:16, 10:15, 6:15) |
| II runda kwalifikacyjna | 11.12.1993 | Brześć            | Papiron SC Szeged | 0:3 (13:15, 9:15, 14:16) |

### Puchar CEV 1994/1995
| Runda                   | Data       | Miejsce spotkania | Przeciwnik | Wynik spotkania         |
| ----------------------- | ---------- | ----------------- | ---------- | ----------------------- |
| II runda kwalifikacyjna | 12.11.1994 | Brześć            | Vasas SC   | 0:3 (7:15, 12:15, 8:15) |
| II runda kwalifikacyjna | 13.11.1994 | Budapeszt         | Vasas SC   | 0:3 (8:15, 5:15, 12:15) |

### Puchar CEV 1995/1996
| Runda                  | Data       | Miejsce spotkania | Przeciwnik | Wynik spotkania          |
| ---------------------- | ---------- | ----------------- | ---------- | ------------------------ |
| I runda kwalifikacyjna | 11.11.1995 | Saloniki          | AS Aris    | 0:3 (9:15, 2:15, 2:15)   |
| I runda kwalifikacyjna | 19.11.1995 | Brześć            | AS Aris    | 0:3 (10:15, 12:15, 6:15) |

### Puchar CEV 1998/1999
| Runda                   | Data       | Miejsce spotkania | Przeciwnik     | Wynik spotkania                |
| ----------------------- | ---------- | ----------------- | -------------- | ------------------------------ |
| II runda kwalifikacyjna | 04.12.1998 |                   | Erzeni         | mecz wygrany walkowerem        |
| II runda kwalifikacyjna | 05.12.1998 |                   | Dunaferr SE    | 3:0 (15:11, 15:12, 15:13)      |
| II runda kwalifikacyjna | 06.12.1998 |                   | Iskra Odincowo | 1:3 (14:16, 15:9, 4:15, 11:15) |

### Puchar CEV 2001/2002
| Runda                   | Data       | Miejsce spotkania | Przeciwnik      | Wynik spotkania                         |
| ----------------------- | ---------- | ----------------- | --------------- | --------------------------------------- |
| II runda kwalifikacyjna | 07.12.2001 | Brześć            | Hylte VBK       | 3:2 (28:30, 25:16, 25:19, 21:25, 15:12) |
| II runda kwalifikacyjna | 08.12.2001 | Brześć            | Dunaferr SE     | 3:1 (23:25, 26:24, 25:18, 26:24)        |
| II runda kwalifikacyjna | 09.12.2001 | Brześć            | Salon Piivolley | 3:0 (25:23, 25:23, 25:20)               |
| 1/8 finału              | 09.01.2002 | Ereğli            | Erdemirspor     | 0:3 (18:25, 13:25, 17:25)               |
| 1/8 finału              | 17.01.2002 | Brześć            | Erdemirspor     | 1:3 (18:25, 25:21, 22:25, 20:25)        |

### Puchar Top Teams 2002/2003
| Runda                   | Data       | Miejsce spotkania | Przeciwnik                  | Wynik spotkania                        |
| ----------------------- | ---------- | ----------------- | --------------------------- | -------------------------------------- |
| I runda kwalifikacyjna  | 13.10.2002 | Tetowo            | Szkendija Tetowo            | 3:2 (22:25, 25:13, 21:25, 25:22, 15:9) |
| I runda kwalifikacyjna  | 20.10.2002 | Brześć            | Szkendija Tetowo            | 3:0 (25:9, 27:25, 25:16)               |
| II runda kwalifikacyjna | 08.11.2002 | Ploeszti          | Caucasus School of Business | 3:0 (25:13, 25:9, 25:13)               |
| II runda kwalifikacyjna | 09.11.2002 | Ploeszti          | Speranța Kiszyniów          | 3:0 (25:13, 25:12, 25:23)              |
| II runda kwalifikacyjna | 10.11.2002 | Ploeszti          | Petrom Ploeszti             | 1:3 (25:19, 16:25, 19:25, 19:25)       |

### Puchar CEV 2002/2003
| Runda                   | Data       | Miejsce spotkania | Przeciwnik       | Wynik spotkania           |
| ----------------------- | ---------- | ----------------- | ---------------- | ------------------------- |
| II runda kwalifikacyjna | 06.12.2002 | Maribor           | Maribor          | 3:0 (25:19, 25:22, 25:17) |
| II runda kwalifikacyjna | 07.12.2002 | Maribor           | Partizan Belgrad | 0:3 (17:25, 20:25, 15:25) |
| II runda kwalifikacyjna | 08.12.2002 | Maribor           | CS Gran Canaria  | 0:3 (19:25, 19:25, 15:25) |

### Puchar Challenge 2007/2008
| Runda   | Data       | Miejsce spotkania | Przeciwnik                | Wynik spotkania           |
| ------- | ---------- | ----------------- | ------------------------- | ------------------------- |
| I runda | 29.09.2007 | Burgas            | Łukoil Neftochimik Burgas | 0:3 (18:25, 20:25, 18:25) |
| I runda | 06.10.2007 | Brześć            | Łukoil Neftochimik Burgas | 3:0 (25:23, 25:19, 25:23) |
| I runda | 06.10.2007 | Brześć            | Łukoil Neftochimik Burgas | złoty set: 9:15           |

## Bilans spotkań

### sezon po sezonie
| Sezon     | Puchar                           | Osiągnięcie             | Mecze         | Mecze   | Mecze   | Sety         | Sety    | Sety      |
| Sezon     | Puchar                           | Osiągnięcie             | Liczba meczów | Wygrane | Porażki | Liczba setów | Wygrane | Przegrane |
| --------- | -------------------------------- | ----------------------- | ------------- | ------- | ------- | ------------ | ------- | --------- |
| 1992/1993 | Puchar CEV                       | Faza kwalifikacyjna     | 2             | 0       | 2       | 6            | 0       | 6         |
| 1993/1994 | Puchar Europy Zdobywców Pucharów | II runda kwalifikacyjna | 2             | 0       | 2       | 6            | 0       | 6         |
| 1994/1995 | Puchar CEV                       | II runda kwalifikacyjna | 2             | 0       | 2       | 6            | 0       | 6         |
| 1995/1996 | Puchar CEV                       | I runda kwalifikacyjna  | 2             | 0       | 2       | 6            | 0       | 6         |
| 1998/1999 | Puchar CEV                       | II runda kwalifikacyjna | 3             | 2       | 1       | 10           | 7       | 3         |
| 2001/2002 | Puchar CEV                       | 1/8 finału              | 5             | 3       | 2       | 19           | 10      | 9         |
| 2002/2003 | Puchar Top Teams                 | II runda kwalifikacyjna | 5             | 4       | 1       | 18           | 13      | 5         |
| 2002/2003 | Puchar CEV                       | II runda kwalifikacyjna | 3             | 1       | 2       | 9            | 3       | 6         |
| 2007/2008 | Puchar Challenge                 | I runda                 | 2             | 1       | 1       | 7            | 3       | 4         |
| Razem     | Razem                            | Razem                   | 26            | 11      | 15      | 87           | 36      | 51        |

### według rozgrywek
| Puchar                           | Mecze         | Mecze   | Mecze   | Sety         | Sety    | Sety      |
| Puchar                           | Liczba meczów | Wygrane | Porażki | Liczba setów | Wygrane | Przegrane |
| -------------------------------- | ------------- | ------- | ------- | ------------ | ------- | --------- |
| Puchar CEV                       |               |         |         |              |         |           |
| Puchar Top Teams                 | 5             | 4       | 1       | 18           | 13      | 5         |
| Puchar Europy Zdobywców Pucharów | 2             | 0       | 2       | 6            | 0       | 6         |
| Razem                            | 7             | 4       | 3       | 24           | 13      | 11        |
| Puchar Challenge                 | 2             | 1       | 1       | 7            | 3       | 4         |
| Puchar CEV (1980-2007)           | 17            | 6       | 11      | 56           | 20      | 36        |
| Razem                            | 19            | 7       | 12      | 63           | 23      | 40        |
| Razem                            | 26            | 11      | 15      | 87           | 36      | 51        |